# Gronings
Gronings (Selbstbezeichnungen Grunnegs, Grönnegs oder Grunnegers) ist eine Sammelbezeichnung für die niedersächsischen Dialekte der Provinz Groningen in den Niederlanden. Das Gronings und die niederdeutschen Dialekte Ostfrieslands, das ostfriesische Platt, bilden durch das gemeinsame friesische Substrat eine auffallende Untergruppe im niedersächsischen Dialektkontinuum und werden des Öfteren als "Gronings-Ostfriesisch" oder auch als „friso-sächsische“ Dialekte bezeichnet. Das Gronings zeichnet sich durch seinen besonderen Akzent, seine Aussprachevariation zum niedersächsischen Platt und seinen besonderen Wortschatz aus.

## Abgrenzung und Geschichte
Der Begriff Gronings kann strikt geographisch definiert werden. Die Übergänge zu den Dialekten in Drenthe sind fließend. Um Zuidlaren, Peize und Roden werden die Dialekte ebenfalls oft als Gronings bezeichnet. Die Groninger Dialekte werden meist nach den Orten und Landstrichen benannt, in denen sie gesprochen werden, so etwa das Westerkwartiers, das Stadsgronings, das Kollumerpompsters, das Hogelandsters, das Oldambtsters, das Veenkoloniaals und das Westerwolds.
Die niedersächsischen Dialekte in Groningen sind, beginnend im 14., im 15. Jahrhundert, entstanden, als der Einfluss der Stadt Groningen auf die friesischen Ommelande stärker wurde und die sächsische Stadtsprache die alte ostfriesische Sprache schnell überlagerte und fast vollständig verdrängte. Heute wird in Groningen nur noch in einigen Dörfern im Westerkwartier Friesisch (Westfriesisch) gesprochen. Mittlerweile ist in der Stadt Groningen selbst der alte Stadtdialekt des Gronings fast verschwunden.

## Gronings-Ostfriesisch
Insbesondere in den Niederlanden werden die Dialekte des Groninger Platt und des ostfriesischen Platt als eine gemeinsame Gruppe angesehen. Dies geht auf die gemeinsame Entwicklung der niedersächsischen Sprache auf dem friesischen Substrat in den Ommelanden und Ostfriesland zurück. Die größte Gemeinsamkeit zwischen dem Gronings und dem Ostfriesischen ist der Wortschatz.
Unterschiede bestehen vor allem aufgrund der unterschiedlichen Einflüsse der deutschen und der niederländischen Standardsprachen und der verschiedenen Schreibweise. Die Schreibung des ostfriesischen Platt ist an das Hochdeutsche angelehnt, wie die Groninger Schreibweise sich entsprechend am Niederländischen orientiert. Ein gutes Beispiel dafür ist das Wort für Schlittschuh, das in beiden Dialekten nahezu gleich ausgesprochen, aber deutlich unterschiedlich geschrieben wird (siehe unten).
| Ostfriesisch | Gronings | Deutsch      | Niederländisch |
| Schöfel      | Scheuvel | Schlittschuh | Schaats        |
| lüttje       | lutje    | klein        | klein          |
| neei         | nij      | neu          | nieuw          |
| Muus         | Moes     | Maus         | Muis           |
| sük          | zok      | sich         | zich           |

| Verbreitung des Gronings                                                  |
|                                                                           |
| Die Groninger Dialekte in den Provinzen Groningen, Friesland und Drenthe. |

## Sprachbeispiel
Onzevader   (Vaterunser)
Os Voader in Hemel,
dat Joen Noam haailegd worden zel,
dat Joen Keunenkriek kommen mag,
dat Joen wil doan wordt
op Eerd net as in hemel.
t Stoet doar wie verlet van hebben
geef os dat vandoag,
en reken os nait tou wat wie verkeerd doun,
net zo as wie vergeven elk dij os wat aandut.
En breng os nait in verlaaiden,
mor wil van verlaaider ons verlözzen.
Den Joe binnen t Keunenkriek,
de Kracht en de Heerlekhaid.
Veur in aiweghaid.
Amen

## Trivia
Der niederländische Mundartdichter und -sänger Ede Ulfert Staal (1941–1986), selbst gebürtig in Warffum (Hogeland, Provinz Groningen) machte das Gronings in den 80ern und 90ern (posthum) mit seinen CDs wieder populär.